# Clausia aprica
Clausia aprica là một loài thực vật có hoa trong họ Cải. Loài này được (Stephan ex Willd.) Trotsky mô tả khoa học đầu tiên năm 1839.